# Metallyra rufofemorata
Metallyra rufofemorata là một loài bọ cánh cứng trong họ Cerambycidae.